# Kevin Trapp
Kevin Christian Trapp (Merzig, 8 de julho de 1990) é um futebolista alemão que atua como goleiro. Atualmente joga pelo Paris FC.
Além de um grande destaque dentro dos gramados, Kevin também chama a atenção por ser um jogador poliglota. Trapp destaca-se por falar cinco idiomas com fluência: alemão, francês, inglês, português e espanhol.

## Carreira

### Kaiserslautern

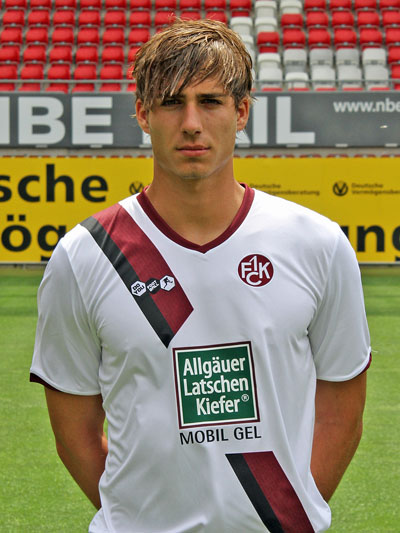
Trapp em 2010.

Trapp começou sua carreira no Kaiserslautern, passando por suas categorias de base em 2005 e estreando dois anos depois em uma eliminação por 2 a 1 na Copa da Alemanha diante o FC Carl Zeiss Jena.
O seu segundo jogo também ocorreu na mesma competição no ano seguinte. Dessa vez, conseguiu manter a meta limpa e a equipe passou de Fase pela vitória simples de 1 a 0. Contudo, Kevin não entrou mais em campo e eles foram eliminado nas oitavas de final diante o Werder Bremen.
Enquanto estava em suas duas primeiras épocas na equipe formadora, Kevin não conseguiu entrar em campo em nenhuma oportunidade nas campanhas do Kaiserslautern na 2. Bundesliga. Na época 2009–10, diferentemente da época passada, Kevin não foi relacionado para nenhuma partida, por estar performando com a equipe II. Enquanto fazia seus jogos por lá, o time principal conseguia, por fim, fazer boas sequências de jogos e terminou a temporada como campeão nacional.
Trapp só viria estrear no clube, pelo Campeonato Alemão, após uma longa sequência negativa Tobias Sippel. Ao mesmo tempo, depois de um empate contra o Eintracht Frankfurt, Sippel contraiu uma infecção que o deixou de fora do jogo seguinte, onde Kevin estreou.
Na ocasião, a equipe estava na Bundesliga de 2010–11 lutando contra o rebaixamento e não vencia há sete partidas. Desse modo, o treinador Marco Kurz optou por colocar o jovem guarda-redes e ele rapidamente correspondeu as expectativas. Em sua estreia, na 26ª rodada, a equipe conseguiu uma vitória por 2 a 1 diante o Freiburg. Na partida que se seguiu, o time novamente obtivera três pontos contra o Borussia Mönchengladbach de Marco Reus. No jogo, o triunfo veio após um gol contra do goleiro adversário.
Ao longo dos últimos jogos, a equipe que ocupava a 17ª colocação do Campeonato, subiu dez posições e terminou sua primeira época na Elite em 7º colocado. Das nove partidas disputadas pelo goleiro, Trapp venceu sete jogos e perdeu os outros dois. Na sua última partida, o jovem defensor ainda pôde defender uma penalidade de Torsten Frings, do Werder Bremen.

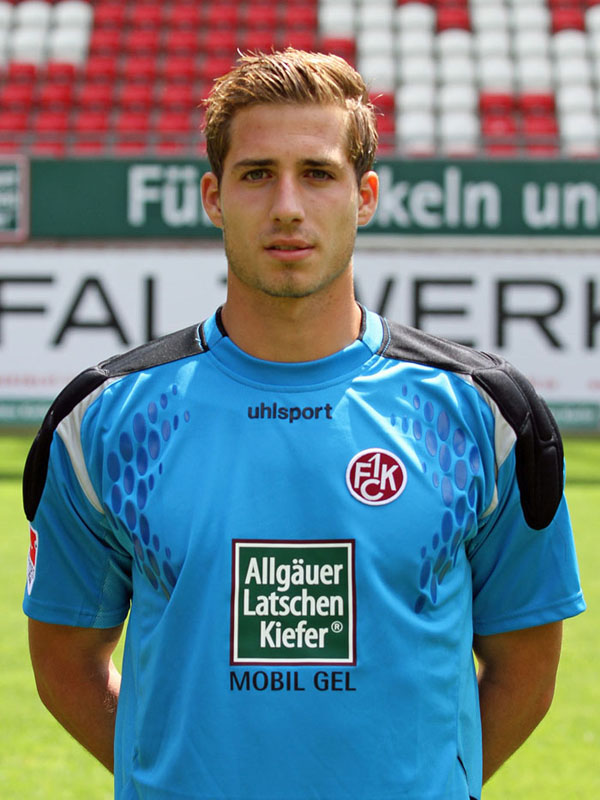
Trapp em 2011.

| “                                                                        | Não foi uma situação fácil porque já tinha jogado nos anos anteriores e depois, entre todas as coisas, perdi um jogo no final da temporada devido a uma infecção. Até fui ao jogo, mas depois percebi, enquanto me preparava para o jogo, que simplesmente não havia o suficiente para jogar. O jogo seguinte foi fora de casa, contra o Borussia Mönchengladbach, e eu estava relativamente em forma novamente, mas ainda não 100 por cento. Com isso, a equipe técnica decidiu deixar Kevin continuar porque ele se saiu bem contra o Freiburg e o jogo foi vencido. Depois de o jogo ter sido vencido contra o Gladbach e de Kevin ter feito um ótimo trabalho, o treinador não viu muitos motivos para mudar novamente a posição de goleiro nos últimos jogos, e assim Kevin Trapp permaneceu como número 1 até o final da temporada. | ” |
| — Sippel explicando como perdeu a titularidade para Kevin Trapp em 2011. | |   |

Na Bundesliga de 2011–12, a situação se inverteu. Trapp continuou sendo o titular e participou de uma campanha ruim da equipe na época. A equipe brigava contra o rebaixamento de novo e Kevin lesionou-se na reta final da Liga. Desse modo, Sippel retornou aos gramados e ficou por lá até o final dos jogos. O Kaiserslautern, porém, foi rebaixado à segunda divisão tendo vencido somente um jogo em que o antigo titular esteve ausente. Durante esse período, Kevin voltou a defender uma penalidade, dessa vez do atacante Mario Gómez, goleador do Bayern de Munique.
Após 37 partidas no clube formador, Trapp deixou o time para assinar com um time que brigaria por uma vaga na Fase de Grupos da Liga Europa da próxima época.

### Eintracht Frankfurt
Assim que chegou no Eintracht Frankfurt, Kevin rapidamente alcançou a titularidade, fazendo isso já na primeira rodada da Bundesliga de 2012–13. Nas primeiras seis rodadas, a equipe conseguiu vencer cinco jogos e esteve invicta até o Borussia Mönchengladbach quebrar essa sequência com os gols de Juan Arango e Luuk de Jong na sétima rodada.
Nessa época, Kevin voltava a ser destaque defendendo a sua equipe. Todavia, foi novamente acometido por uma forte lesão que o deixou de fora do fim da temporada. Com ele, o time brigava ativamente por uma vaga na Liga dos Campeões, por estar entre os quatro primeiros, mas a ausência do defensor causou uma sequência ruim de três vitórias nos últimos oito jogos. Dessa forma, o Frankfurt terminou com a sexta colocação.
Retornando, o jogador pôde estar de novo na estreia do time na Bundesliga de 2013–14, onde perdeu por 6 a 1 diante o Hertha BSC. Nessa época, o goleiro tivera seu melhor desempenho individual em relação aos pênaltis, mas a equipe amargou uma posição mais baixa que na época passada. Enquanto guardava as redes do clube, Trapp teve a oportunidade de defender cobranças de pênaltis de três jogadores na Liga: Aaron Hunt, Klaas-Jan Huntelaar e Roberto Firmino. Tais defesas garantiram quatro pontos ao clube que terminou na 13ª colocação.
Com a saída de Pirmin Schwegler do clube, coube a Kevin Trapp assumir a braçadeira de capitão na equipe. O goleiro foi o líder do time nas primeiras cinco rodadas da Bundesliga de 2014–15, mas lesionou-se logo depois e ficou tratando de sua lesão por diversos jogos até retornar aos gramados.
Na 18ª rodada, o alemão voltou a campo. Ele não perdeu mais nenhum jogo de Bundesliga e contribuiu para o time ficar na nona colocação ao fim da temporada.
Nessas três épocas, o jogador não teve grandes desempenhos coletivos na Copa da Alemanha. De fato, sua melhor campanha foi em seu segundo ano no clube, quando conseguiram chegar nas oitavas de final. No jogo perdido, Pierre-Emerick Aubameyang, centroavante do Borussia Dortmund, garantiu uma vitória simples para a equipe de Jürgen Klopp e eliminaram o Frankfurt.
Trapp só pôde disputar uma competição europeia no clube em sua temporada de estreia. Lá, conseguiu ajudar a equipe a obter vaga na Fase de Grupos da Liga Europa da UEFA de 2013–14, após derrotar o Qarabağ nos play-offs. No Grupo F, o time alemão só não venceu na quarta partida. Eles avançaram, mas foram eliminados pelo Porto nos 16 avos.
Em 8 de julho de 2015, o goleiro deixou a Alemanha em definitivo para se juntar a um projeto ambicioso que traçava o título da Liga dos Campeões da UEFA.

### Paris Saint Germain

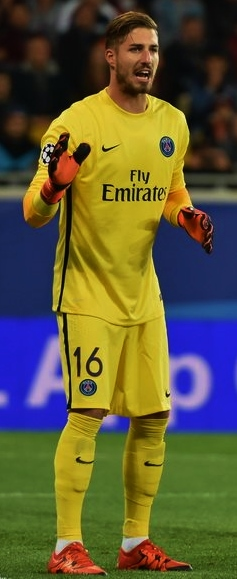
Trapp em 2015.

Trapp estreou na equipe francesa na final da Supercopa da França de 2015, vencida pelo seu clube em Montreal no Canadá. Futuramente, na edição de 2016, Kevin foi titular pela última vez na competição. Lá, vencera o Lyon novamente. Entre 2017 e 2019, o jogador foi suplente e viu a equipe de Paris levantar o troféu todas as vezes.
O jogador tivera um grande desempenho na Ligue 1 de 2015–16. Disputando 35 partidas, o jogador só perdeu dois jogos durante toda a temporada. Durante tal período, também defendeu os pênaltis de Abdelaziz Barrada e Andy Delort. A equipe treinada por Laurent Blanc dominava o Campeonato Francês e continuava a exercer sua hegemonia que durava quatro épocas.
Mesmo tendo sido uma peça importante no título da estrelada equipe francesa. Trapp passou a ter menos oportunidades a partir da Ligue 1 de 2016–17. A chegada o guarda-redes Alphonse Areola no PSG trouxe uma forte disputa por uma vaga entre os 11 iniciais. Tal disputa fizera com que o alemão participasse de 24 partidas, apenas voltando quando a equipe estava na terceira colocação e longe do título nacional. Unai Emery permaneceu no comando do clube na incerta época, pondo o germânico para defender as redes  durante a segunda metade da Liga, mas o Monaco quebrou a sequência de títulos e terminou a temporada como campeão.
A partir da Ligue 1 de 2017–18, o time ainda mais estrelado passou a brigar de novo pelo título. Emery, contudo, optou por colocar Areola novamente no time titular e assim permaneceu. Trapp participou de apenas quatro partidas na Liga e viu o PSG comemorar um novo título após tirarem Kylian Mbappé do atual campeão francês. O time, que também contava com Neymar, Edinson Cavani e Ángel Di María no ataque, até conseguiu aplicar uma goleada por 7 a 1 no Monaco pela 33ª rodada – sem Kevin em campo.

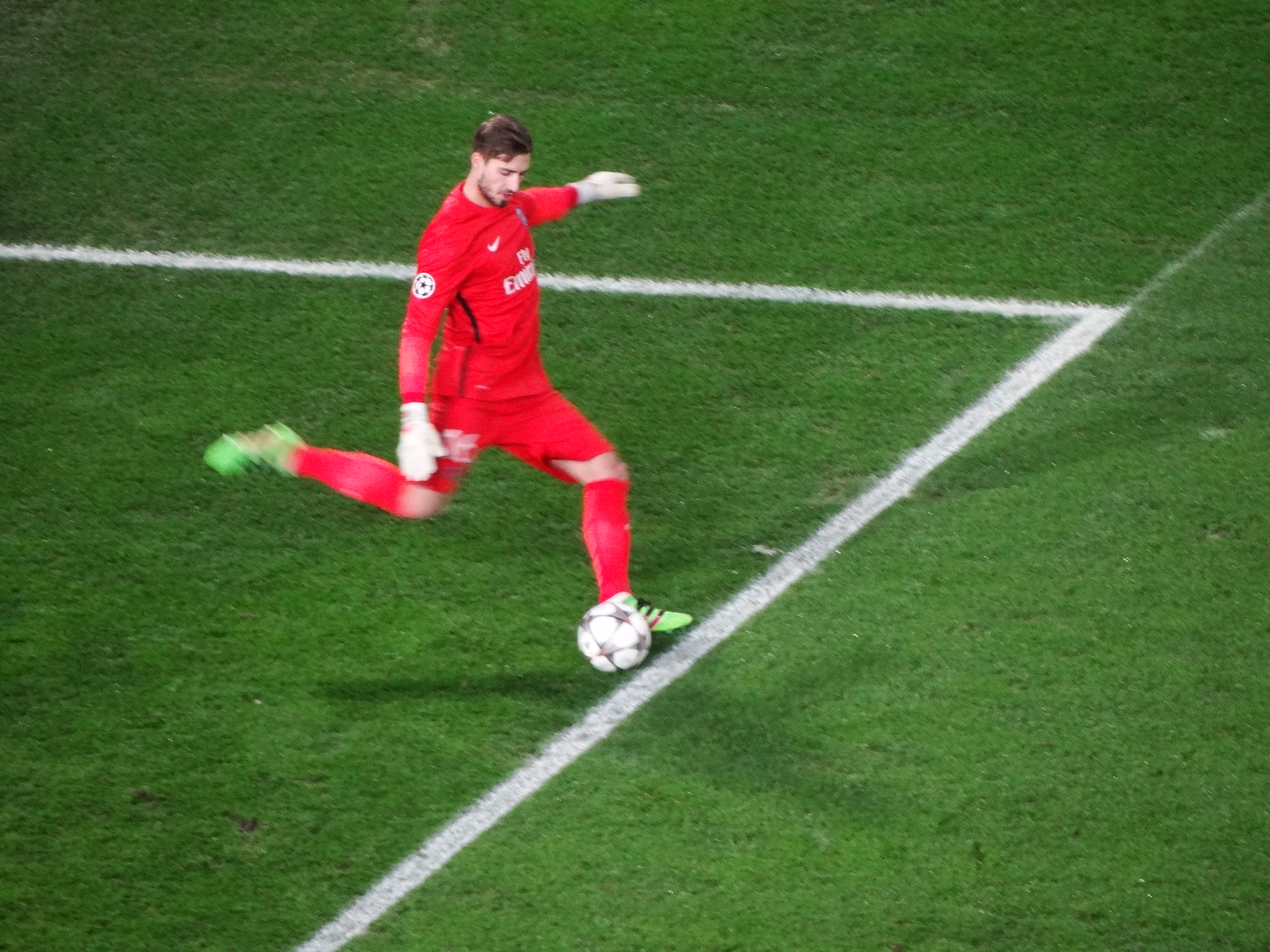
Trapp cobrando um tiro de meta.

Na Ligue 1 de 2018–19, o jogador viu que suas oportunidades em Paris seriam ainda menores após a contratação do exímio goleiro Gianluigi Buffon. Ele tratou de sair da equipe na mesma época. O jogador foi relacionado para o primeiro jogo, mas foi reserva no time de Thomas Tuchel.
Trapp esteve em campo durante três oportunidades na Copa da Liga Francesa. Em cada época, o alemão teve a oportunidade de comemorar o troféu. Entre 2015–16, não entrou em campo; mas participara das outras duas finais, ambas contra o Monaco, e comemorou com a medalha de vencedor ambas as vezes.
Em três épocas, o jogador também comemorou três títulos da Copa da França de Futebol. Nas duas primeiras vezes, o jogador não disputou a final, mas comemorou o título. Em seu terceiro ano, no mesmo que perdeu espaço para Areola, o jogador jogou todos as partidas da Copa da França de 2017–18. Ele venceu todos os jogos e chamou a atenção negativamente ao ser expulso no terceiro jogo diante o FC Sochaux. Após fazer uma falta aos 90 minutos, e levar um cartão vermelho, coube a Daniel Alves defender as redes do time parisiense. O placar terminou 4 a 1 e Trapp cumpriu sua suspensão na Liga.

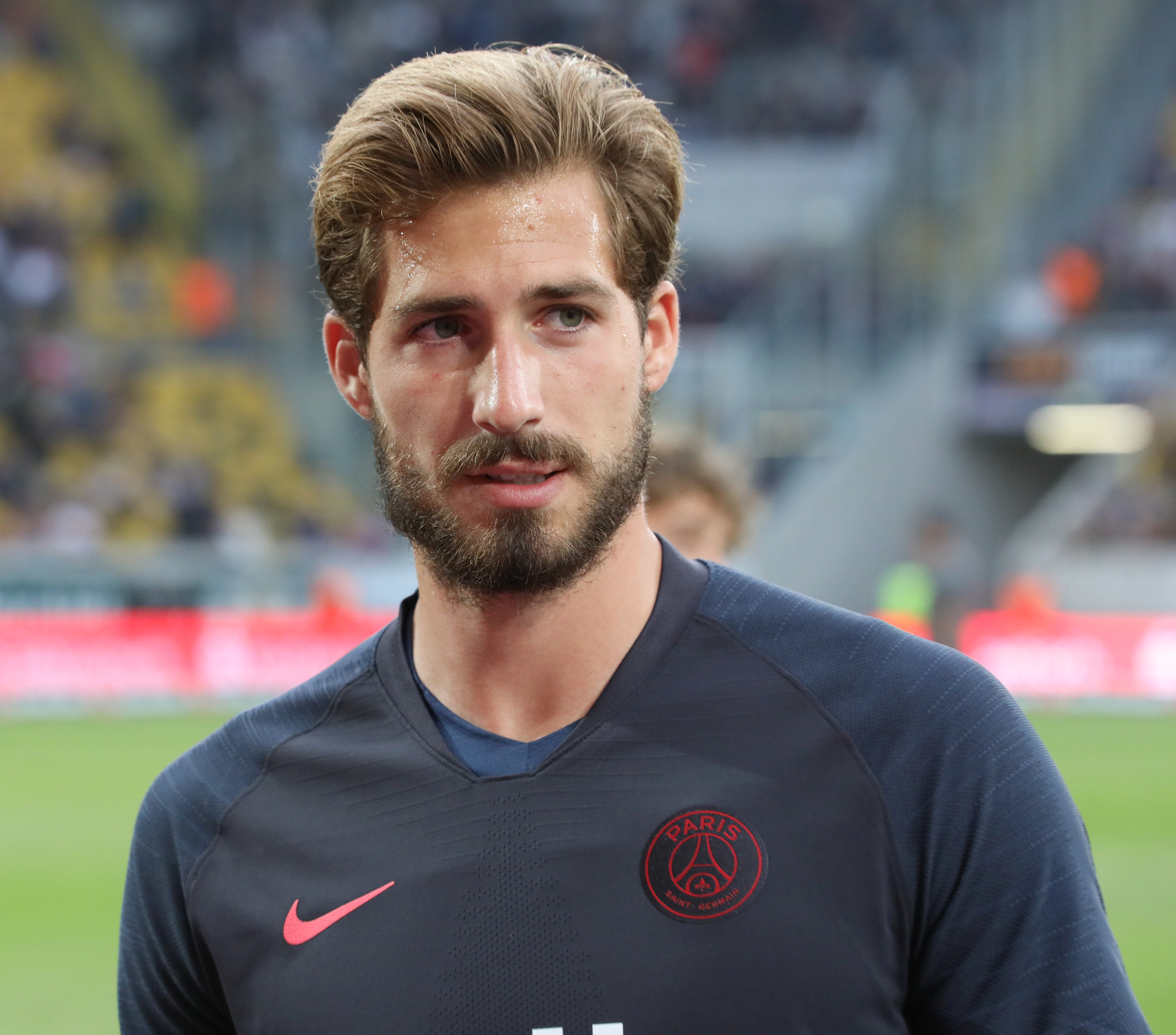
Trapp em seus últimos dias no PSG.

Nesse mesmo período, disputou a Liga dos Campeões durante três temporadas. Na primeira, onde fizera mais jogos, conseguiu passar da Fase de Grupos perdendo somente um jogo para o Real Madrid. Nas oitavas, conseguiu ver a equipe vencer o Chelsea por 4 a 2 no agregado. Às quartas de final, enfrentando o Manchester City, a equipe não venceu nenhum dos dois jogos e foram eliminados pela somatória de 3 a 2.
Depois disso, só pisou em campo na Liga dos Campeões nas oitavas de final da época seguinte. Por lá, venceu o primeiro jogo por 4 a 0 diante o Barcelona. O jogo de volta, no entanto, trouxe um dos maiores reveses da história da competição. Luis Suárez, Layvin Kurzawa (gol contra), e Lionel Messi aplicaram três gols até os 50 minutos. Edinson Cavani descontou para os parisienses, mas Neymar (duas vezes) e Sergi Roberto garantiram uma goleada por 6 a 1.
Após esse dia emblemático, Trapp não entrou mais em campo pela Liga dos Campeões. Desse modo, viu o time ser eliminado nas oitavas de final novamente por um time espanhol. Em tal fase, Cristiano Ronaldo (três vezes em duas partidas), Marcelo e Casemiro ajudaram na vitória pelo placar agregado de 5 a 2.
Tais oportunidades tímidas levaram o jogador a buscar novos ares. Assim, em agosto de 2018, o PSG optou por emprestá-lo para seu antigo clube por uma época.

### Eintracht Frankurt (segunda passagem)
Em 31 de agosto de 2018, Kevin Trapp foi emprestado ao Eintracht Frankfurt por uma temporada, muito em decorrência da chegada de Gianluigi Buffon que faz com que ele perca espaço no clube francês.
Em 1 de setembro, estreou contra o Werder Bremen na derrota por 2–1 em duelo válido pela segunda rodada da Bundesliga.

### Paris FC
No dia 19 de agosto de 2025, Trapp foi anunciado como novo reforço do Paris FC. O goleiro alemão assinou um contrato válido por 3 temporadas com o clube francês.

## Seleção Alemã
Kevin Trapp foi convocado em 2017 para a realização de amistosos, foi titular em partidas disputadas contra a França e Dinamarca resultando em dois empates respectivamente. Integrou o grupo que foi campeão da Copa das Confederações porém não atuou em nenhum jogo da competição.
O goleiro alemão foi convocado para a disputa da Copa do Mundo 2018 realizada na Rússia.

## Vida Pessoal
Kevin chegou a noivar com a supermodelo brasileira Izabel Goulart. Por isso, o guarda-redes alemão chegou a aprender o idioma dela. Desse modo, Trapp tornou-se também um poliglota, já que fala cinco idiomas diferentes: alemão, francês, inglês, português e espanhol.

## Títulos

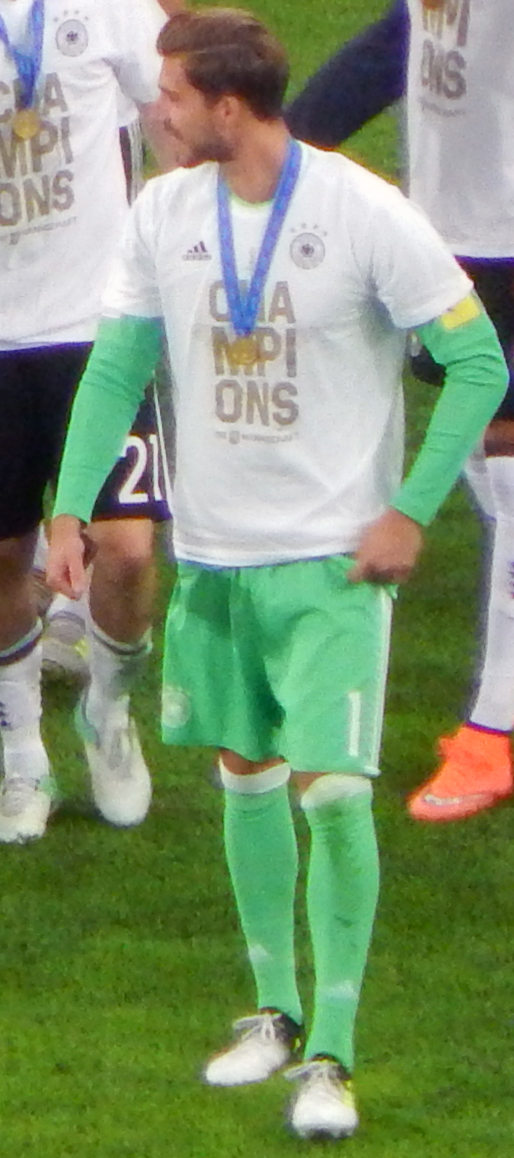
Kevin com a medalha de Campeão da Copa das Confederações

#### Paris Saint-Germain
- Supercopa da França: 2015, 2016, 2017, 2018 e 2019
- Ligue 1: 2015–16 e 2017–18
- Copa da França: 2015–16, 2016–17 e 2017–18
- Copa da Liga Francesa: 2015–16, 2016–17 e 2017–18

#### Eintracht Frankfurt
- Liga Europa da UEFA: 2021–22

#### Alemanha
- Copa das Confederações FIFA: 2017

### Prêmios individuais
- Equipe do Ano da Liga Europa da UEFA: 2018–19[58] e 2021–22[59]